# دونینگتون پارک
دونینگتون پارک (به انگلیسی: Donington Park) یک میدان مسابقه ورزش‌های موتوری است که در نزدیکی کسل دونینگتون در لسترشر، در کشور انگلستان قرار دارد. از این پیست برای برگزاری جایزه بزرگ اروپا، که یکی از سری گراند پری‌های مسابقات قهرمانی جهان فرمول یک است، استفاده می‌شود.
پیکربندی کنونی این پیست از ۱۲ پیچ تشکیل شده و طول آن برابر با ۴٫۰۲۰ کیلومتر (۲٫۴۹۸ مایل) است.